# Colonia (film)
Colonia è un film del 2015 diretto da Florian Gallenberger.
Pellicola thriller, romantica e storica interpretata da Emma Watson, Daniel Brühl e Michael Nyqvist.

## Trama
Daniel e Lena, una giovane coppia tedesca occidentale, rimane coinvolta nel colpo di Stato in Cile del 1973, proprio nel momento in cui i sostenitori del deposto presidente Salvador Allende vengono catturati dai militari del generale Augusto Pinochet. Quando Daniel viene rapito dalla polizia segreta di Pinochet, la DINA, Lena cerca di trovare e salvare il suo ragazzo. La donna lo rintraccia all'interno di un'organizzazione chiusa chiamata "Colonia Dignidad", che viene presentata come una missione caritatevole gestita da un prete laico, Paul Schäfer.
Lena si unisce all'organizzazione per salvare il suo ragazzo, solo per scoprire che è un culto dal quale nessuno è mai fuggito. Successivamente, troverà Daniel, che si finge disabile per passare inosservato. Daniel scopre che l'organizzazione è anche un centro operativo per la DINA. Lena e Daniel tentano di scappare da Colonia Dignidad insieme a Ursel, un'infermiera incinta. Ursel viene uccisa, ma Lena e Daniel riescono a fuggire e riparare nell'ambasciata della Germania Occidentale. Il personale dell'ambasciata li tradisce, ma la coppia riesce, con un aereo, a fuggire dal paese con le prove fotografiche incriminanti Colonia Dignidad.

## Produzione
Il film, prodotto da Benjamin Herrmann e scritto da Torsten Wenzel e Gallenberger, è ambientato sullo sfondo del colpo di stato cileno del 1973 e della vera Colonia Dignidad, una setta nel sud del Cile, guidata dal predicatore laico tedesco Paul Schäfer. Il film è una co-produzione internazionale di società tra Regno Unito, Germania, Lussemburgo e Francia.
Il 29 settembre 2014 è stato annunciato che Emma Watson e Daniel Brühl sarebbero stati protagonisti del film, che sarebbe stato diretto da Florian Gallenberger, anche co-sceneggiatore assieme a Torsten Wenzel. Benjamin Herrmann avrebbe prodotto il film con la Majestic Filmproduktion e Nicolas Steil lo avrebbe coprodotto attraverso Iris Productions. Kolja Brandt sarebbe stato il direttore della fotografia e Hansjörg Weißbrich il montatore del film. Il 27 ottobre, Michael Nyqvist si è unito al film per interpretare Paul Schäfer.
Le riprese principali sono iniziate il 2 ottobre 2014 in Lussemburgo, dove la pellicola è stata girata nella città di Haut Martelange, vicino a Rambrouch, al confine tra Lussemburgo e Belgio. Le riprese in Lussemburgo sono durate fino alla fine di ottobre, quindi la produzione è stata successivamente trasferita in Germania per ulteriori riprese a Monaco e Berlino. Altre riprese sono inoltre state effettuate in Argentina a Buenos Aires fino all'inizio del 2015.

## Distribuzione
Il film è stato presentato in anteprima mondiale al Toronto International Film Festival del 2015 nella sezione Special Presentations. Poco dopo, Screen Media Films ha acquisito i diritti per la distribuzione del film negli Stati Uniti. Il film è stato proiettato anche al Festival internazionale del cinema di Berlino il 12 febbraio 2016.
Il film è stato distribuito in Germania il 18 febbraio 2016 da Majestic Filmverlih; nel Regno Unito, il 1º luglio 2016 da Signature Entertainment; in Francia il 20 luglio 2016 da Rezo Films. Il film è stato distribuito in serie limitata negli Stati Uniti e in Canada il 15 aprile 2016. Nei cinema italiani è uscito giovedì 26 maggio 2016, distribuito da Good Films.

## Accoglienza
Il film in Italia ha incassato 163.000 euro.